# جون إليوت (مهندس معماري)
جون إليوت (بالإنجليزية: John Elliott)‏ هو مهندس معماري بريطاني، ولد في 26 أكتوبر 1936، وتوفي في 13 سبتمبر 2010.